# Michael Joseph Begley
Michael Joseph Begley (West Springfield, 12 marzo 1909 – High Point, 9 febbraio 2002) è stato un vescovo cattolico statunitense.

## Biografia
Michael Joseph Begley nacque a West Springfield, nel Massachusetts, il 12 marzo 1909 da Dennis Begley e Anna (nata Moynahan). Suo padre giunse negli Stati Uniti dalla contea di Kerry, in Irlanda. Era cugino di monsignor William Joseph Hafey, vescovo di Raleigh dal 1925 al 1937 e vescovo di Scranton dal 1938 al 1954.

### Formazione e ministero sacerdotale
Frequentò le scuole pubbliche di West Springfield e la Cathedral High School di Springfield. Studiò al Mount St. Mary's College di Emmitsburg e nel 1930 conseguì un Bachelor of Arts.
Il 26 maggio 1934 fu ordinato presbitero per la diocesi di Raleigh da monsignor Thomas Michael O'Leary, vescovo di Springfiel. Ricoprì i primi incarichi presso la basilica del santuario di Santa Maria a Wilmington e la chiesa di Sant'Edoardo a High Point. Fu quindi parroco della parrocchia di Santa Teresa a Wrightsville Beach e della parrocchia dell'Immacolata Concezione a Wilmington dal 1938 al 1942 e parroco della parrocchia di San Leone Magno a Winston-Salem dal 1942 al 1955. Nel 1949 ottenne un Master in Social Work presso l'Università della Carolina del Nord e nel 1954 venne nominato prelato domestico. L'anno successivo divenne il primo parroco della parrocchia di Sant'Anna a Charlotte. In questa chiesa battezzò il futuro vescovo di Charlotte Peter Joseph Jugis. In seguito fu nominato sovrintendente dell'orfanotrofio cattolico di Raleigh e parroco della chiesa di Nostra Signora delle Grazie a Greensboro.

### Ministero episcopale
Il 30 novembre 1971 papa Paolo VI lo nominò primo vescovo della diocesi di Charlotte. Ricevette l'ordinazione episcopale il 12 gennaio successivo nella cattedrale di San Patrizio a Charlotte dall'arcivescovo Luigi Raimondi, delegato apostolico negli Stati Uniti d'America, co-consacranti il vescovo di Raleigh Vincent Stanislaus Waters e il vescovo ausiliare della stessa diocesi George Edward Lynch. Come motto scelse l'espressione "Diligimus fratres".
Oltre ai suoi doveri di vescovo diocesano, fu anche presidente del comitato cattolico sull'Appalachia. In questa veste, guidò altri 26 vescovi di 13 stati nella pubblicazione di una lettera pastorale congiunta intitolata "This land is home to me" che trattava dello stato dei deboli nella regione. Sostenitore della pena di morte, appoggiò l'esecuzione di Velma Barfield, una serial killer condannata per un omicidio, ma che alla fine ne confessò sei in totale, osservando: "Lo Stato ha il diritto di decidere sulla pena di morte e questo è un caso in cui ha scelto quel diritto".
Il 29 maggio 1984 papa Giovanni Paolo II accettò la sua rinuncia al governo pastorale della diocesi per raggiunti limiti di età.
Morì alla Maryfield Nursing Home di High Point il 9 febbraio 2002 all'età di 92 anni. È sepolto nel cimitero dell'abbazia di Santa Maria Ausiliatrice a Belmont.

## Genealogia episcopale e successione apostolica
La genealogia episcopale è:
- Cardinale Scipione Rebiba
- Cardinale Giulio Antonio Santori
- Cardinale Girolamo Bernerio, O.P.
- Arcivescovo Galeazzo Sanvitale
- Cardinale Ludovico Ludovisi
- Cardinale Luigi Caetani
- Cardinale Ulderico Carpegna
- Cardinale Paluzzo Paluzzi Altieri degli Albertoni
- Papa Benedetto XIII
- Papa Benedetto XIV
- Cardinale Enrico Enriquez
- Arcivescovo Manuel Quintano Bonifaz
- Cardinale Buenaventura Córdoba Espinosa de la Cerda
- Cardinale Giuseppe Maria Doria Pamphilj
- Papa Pio VIII
- Papa Pio IX
- Cardinale Alessandro Franchi
- Cardinale Giovanni Simeoni
- Cardinale Antonio Agliardi
- Cardinale Basilio Pompilj
- Cardinale Adeodato Piazza, O.C.D.
- Cardinale Luigi Raimondi
- Vescovo Michael Joseph Begley

La successione apostolica è:
- Arcivescovo John Francis Donoghue (1984)